# Лапина, Марина Александровна
Марина Александровна Лапина (азерб. Marina Lapina; род. 6 марта 1981, Волгоград) — азербайджанская легкоатлетка российского происхождения, специалистка по метанию молота. Выступала за сборную Азербайджана по лёгкой атлетике в первой половине 2000-х годов, победительница и призёрка первенств национального значения, участница летних Олимпийских игр в Афинах.

## Биография
Марина Лапина родилась 6 марта 1981 года в Волгограде.
Выступала на крупных всероссийских стартах начиная с 2001 года.
В 2003 году вошла в состав азербайджанской национальной сборной и побывала на молодёжном европейском первенстве в Быдгоще. Тем не менее, провалила здесь все три попытки в метании молота и не показала никакого результата. Также в этом сезоне на соревнованиях в Стамбуле установила свой личный рекорд в метании диска — 46,98 метра.
В июле 2004 года в Баку метнула молот на 64,26 метра, установив личный рекорд в данной дисциплине. Выполнив олимпийский квалификационный норматив, удостоилась права защищать честь Азербайджана на летних Олимпийских играх в Афинах — на предварительном квалификационном этапе метания молота показала результаты 55,34 и 50,60 метра в первых двух попытках, тогда как третья попытка оказалась неудачной. По итогам квалификации расположилась на последнем 46-м месте и в финал не вышла.
После афинской Олимпиады Лапина больше не показывала сколько-нибудь значимых результатов в лёгкой атлетике на международном уровне.